# Bohaterowie Szipki
Bohaterowie Szipki (ros. Герои Шипки, Gieroi Szypki; buł. Героите на Шипка, Geroite na Szipka) – radziecko-bułgarski dramat historyczny z 1955 roku w reżyserii Siergieja Wasiljewa. Obraz zdobył nagrodę za najlepszą reżyserię na 8. MFF w Cannes.

## Obsada
- Iwan Pieriewierziew jako Katorżyn
- Wiktor Awdiuszko jako Oznobiszyn
- Gieorgij Jumatow jako kozak Saszko Kozyr
- Konstantin Sorokin jako Makar Liziuta
- Petko Karłukowski jako Borimeczka
- Apostoł Karamitew jako Petka
- Anatolij Aleksiejew jako Timofiej
- Jewgienij Samojłow jako gen. Skobielew
- Aleksandr Smirnow jako gen. Strukow
- Nikołaj Massalitinow jako Gorczakow
- Nikołaj Simonow jako Otto von Bismarck
- Bruno Frejndlich jako Gyula Andrássy
- Stefan Pejczew jako Panajot
- Żeni Bożinowa jako Bojka
- Katja Czukowa jako Jonka
- Władimir Taskin jako Benjamin Disraeli
- Dako Dakowski jako sułtan Abdülhamid II
- Konstantin Kisimow jako Sulejman-Pasza
- Enczo Tagarow jako Osman Nuri-Pasza
- Georgi Stamatow jako Wejsal Pasza
- Woldemar Czobur jako gen. Stoletow
- Siergiej Papow jako Iosif Hurko
- Ganczo Ganczew jako Dukmasow
- Władimir Gajdarow jako lord Salisbury
- Iwan Kononienko jako car Aleksander II
- Siergiej Kuriłow